# 球愛的天空
《球愛的天空》（英語：Tin Cup）是一部1996年上映的美國運動片，由凱文·柯斯納和蕾妮·羅素主演，羅恩·謝爾頓執導。該片反應普遍正面，票房收入為7.58千萬美元，製作預算為4.5千萬美元。凱文·柯斯納的演出為他帶來了金球獎最佳音樂及喜劇類電影男主角的提名。

## 劇情
故事講述羅伊·「錫杯」·麥卡沃伊（Roy "Tin Cup" McAvoy）是一位前高爾夫天才，但他的野心不大。他在西德克薩斯擁有一個高爾夫球練習場，終日在那裏與老友羅密歐·波薩爾（Romeo Posar）喝酒閒聊。臨床心理學家莫莉·格里斯沃爾德醫生（Dr. Molly Griswold）有一天前來找麥卡沃伊教她高爾夫球。她的男朋友大衛·西姆斯（David Simms）為麥卡沃伊在休士頓大學的大學同學，他們當時一同效力大學的高爾夫球隊。麥卡沃伊初見格里斯沃爾已對她感到傾慕，格里斯沃爾則看穿了麥卡沃伊的魅力並婉拒了他。
翌日，西姆斯在參加當地慈善錦標賽前，到麥卡沃伊的活動房屋找他。麥卡沃伊還以為他獲邀參加比賽，原來西姆斯想找他當球童。比賽期間，麥卡沃伊建議西姆斯放棄保守的打法，嘗試大膽將高爾夫球打過230英尺的水障礙。西姆斯感到莽撞，麥卡沃伊則誇口他能夠打出這一球。觀眾開始私下打賭。西姆斯警告麥卡沃伊如果他打球的話會被解僱。麥卡沃伊不予理會，成功將高爾夫球打到對岸的果嶺。西姆斯大發雷霆，即時將他解僱。
麥卡沃伊心有不忿，為了證明自己，決定嘗試爭取美國公開賽的參賽資格，並向格里斯沃爾德展開求愛攻勢，同時也向她尋求專業的協助。格里斯沃爾德同意幫他重建自信，但他要教她打球。
在第一輪的資格賽，波薩爾為麥卡沃伊當球童，麥卡沃伊打得不錯，但他必須克服心魔。麥卡沃伊堅持要打破球場記錄，波薩爾則嘗試說服他要打得保守一點，以確保出線。當麥卡沃伊不接納意見，仍然要求1號木桿時，波薩爾用膝蓋將球桿截斷。麥卡沃伊再向他索取3號木桿，波薩爾又再將那球桿截斷。麥卡沃伊一怒之下從球袋中取出所有球桿，並逐一將他們截斷，唯獨保留著7號鐵桿，說：「然後就是7號鐵桿，我用7號鐵桿從來不會打失」。波薩爾就此拂袖而去。麥卡沃伊繼而向留下的人們打賭，說自己可以僅用一支用7號鐵桿完成餘下後9洞的賽事。結果麥卡沃伊成功過關。賽後他又向西姆斯打賭，看看誰的開球距離較遠。麥卡沃伊輸了，連他的開篷車亦都輸了給西姆斯。
沒有了波薩爾作為他的球童，麥卡沃伊在下一輪的賽事只能勉強過關，慶幸他最終成功晉身至美國公開賽。他與波薩爾重逢，並說服他再為自己當球童。但是在心理影響下，他的揮桿動作出現了異樣，不斷打出斜飛球。
在美國公開賽的第一天，麥卡沃伊打出強差人意的83桿。與此同時，格里斯沃爾德在西姆斯拒絕為小童簽名的時候，見到他傲慢和不友善的一面。格里斯沃爾德意識到嘗試改變麥卡沃伊可能是錯誤的決定，她開始鼓勵他做回自己。得到格里斯沃爾德的鼓勵之後，麥卡沃伊再西姆斯向打賭，最後不僅贏得第一輪的賽事，而且還獲得了格里斯沃爾德的芳心。信心爆滿的麥卡沃伊，一個寂寂無名的球手，在下一輪比賽打出62桿的成績，打破了大會記錄，震驚了整個高爾夫球界。可是，他在3輪比賽中，每次在第18洞都採取進取的打法，而每次高爾夫球都掉進水障礙中。
至美國公開賽的最後一天，麥卡沃伊、西姆斯和另一職業球手彼得·雅各布森一直旗鼓相當。雅各布森在第18洞以標準桿完成，以1桿領先於西姆斯。西姆斯在第18洞堅持保守打法，最終無緣問頂冠軍。波薩爾建議麥卡沃伊跟隨的打法，成功的話將會打出小鳥，亦可以順利奪冠。麥卡沃伊依然故我，連續第四天直攻果嶺，高爾夫球遇到一陣怪風，落在果嶺後隨即滾下坡，並掉進水障礙中。麥卡沃伊沒有氣餒，不停用同樣的方法嘗試將球打到對岸，但每次都失敗告終。直至打到第12桿和剩下最後一個球時，高爾夫球終於跨過了水障礙，並緩緩滾入洞中。麥卡沃伊此時方發覺，奪冠的機會被自己毀掉了，但格里斯沃爾德則提醒他方才那一球的意義，「5年後沒有人會記得誰勝誰負，但他們不會忘記你的第12球！」
回到德克薩斯州，格里斯沃爾德告之麥卡沃伊，因為他以頭15名完成賽事，他明年將會自動獲得參賽資格。格里斯沃爾德建議麥卡沃伊重拾高爾夫，並參與巡徊賽。格里斯沃爾德在賽事中認識了幾位病人，並打算專注運動心理學以幫助球員做好職業比賽的心理準備。他們熱情地親吻，劇終。

## 演員
- 奇雲·高士拿 飾 羅伊·「錫杯」·麥卡沃伊
- 雲妮·羅素 飾 莫莉·格里斯沃爾德
- 切奇·馬林 飾 羅密歐·波薩爾
- 唐·強生 飾 大衛·西姆斯
- 彼得·雅各布森（英语：Peter Jacobsen） 飾 自己

## 製作
主體拍攝於1995年9月18日開始，拍攝地包含图森和休斯敦。